# Лікіно-Дульово
Лі́кіно-Дульо́во (рос. Ликино-Дулёво) — місто обласного підпорядкування в Московській області, засноване у 1930 році, статус міста з 1937. Місто розташовано на краю Мещерської низовини, на Великому окружному залізничному кільці, за 98 кілометрів на північний схід від Москви, залізнична станція Дульово.

## Історія
Наприкінці 18 століття Лікіно було селом, Дульово перетворилося на пустку, де в 1832 році підприємець Матвій Кузнецов побудував порцеляновий завод, навколо якого і виросло селище. В 1870 році в Лікіно заснована мануфактура О. Ф. Смирнова, навколо виросло фабричне селище.
20 листопада з цих селищ утворено робітниче селище Лікіно-Дульово. 1 грудня 1937 року воно отримало статус міста.
Назва села «Дульово» походить від некалендарного імені Дуля, «Лікіно» — від Ліка, зменшувальної форми імен Полікарп, Глікерія або іншого імені, яке містить елемент лік-.

## Символіка
Місто Лікіно-Дульово має власну символіку — герб та прапор. Основою міського герба є символічне зображення містоутворюючих підприємств — Лікінського автобусного заводу, Дульовського порцелянового заводу, Лікінської мануфактури та Дульовського заводу фарб. Герб міста було затверджено 10 вересня 1997 року. Прапор міста затверджено 7 травня 1999 року.

## Промисловість
Місто Лікіно-Дульово є важливим центром економіки Московської області. Основними підприємствами міста ВАТ Лікінський автобусний завод (ЛіАЗ) який спеціалізується на складанні автобусів та тролейбусів, підприємство входить до складу автомобілебудівної групи ГАЗ. З 1959 року на заводі складали понад 260 тисяч автобусів.
Окрім того в місті працює ЗАТ «Дульовська порцеляна», яке засновано у 1832 році та виготовляє порцеляново-фаянсовий посуд.

## Населення
| Рік  | тис. чол | рік  | тис. чол | рік  | тис. чол | рік  | тис. чол |
| ---- | -------- | ---- | -------- | ---- | -------- | ---- | -------- |
| 1931 | 12.3     | 1989 | 34.2     | 2003 | 31.4     | 2011 | 31.3     |
| 1939 | 18.5     | 1992 | 34.2     | 2005 | 31.1     | 2012 | 31.1     |
| 1959 | 24.6     | 1996 | 33.5     | 2006 | 31.1     | 2013 | 30.9     |
| 1967 | 27       | 1998 | 33.3     | 2007 | 31.0     |      |          |
| 1970 | 27.5     | 2000 | 33.0     | 2008 | 31.0     |      |          |
| 1979 | 31.8     | 2001 | 32.8     | 2010 | 31.0     |      |          |

## Освіта

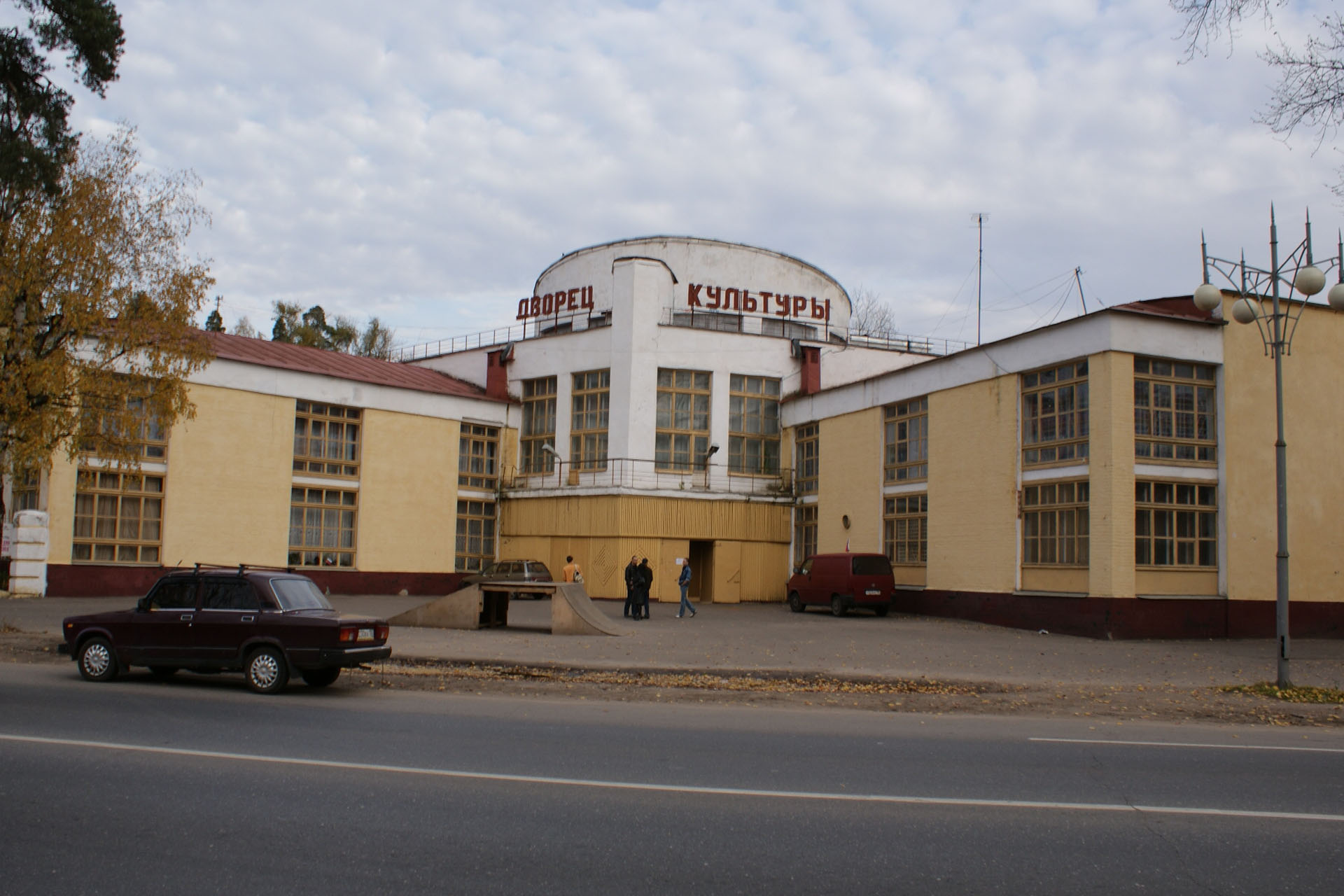
Палац культури дульовського порцелянового заводу

У місті розташовано вечірнє відділення Московської академії автомобільного та тракторного машинобудування.

## Культура
У Лікіно-Дульово працюють міський краєзнавчий музей та музей Дульовського порцелянового заводу.

## Пам'ятки історії та архітектури
У міській забудові переважають переважають одноповерхові дерев'яні а також 5-9 поверхові будинки. Хоча місто не є багате пам'ятками архітектури, однак в районі Дульово збереглася церква Івана Богослова яка датується початком 20 століття та належить до неовізантійського стилю. Також у місті збереглося ряд об'єктів промислової забудови які мають статус пам'яток архітектури. Зокрема Палац культури порцелянового заводу у стилі конструктивізму (поч. 1930-х рр., арх. К. С. Мельников). Також статус пам'ятки має Лікінська прядильно-ткацька мануфактура яка є першим підприємством, яке було націоналізована за декретом Раднаркому підписаному В. І. Леніним.

## Релігія
У місті релігійну діяльність проводить Йоано-Богословська церква. Храм було освячено 8 травня 1887 року, а до 1917 року розпочато нову кам'яну будівлю церкви, однак завершити його так і не вдалось. Після того комуністична влада перебудувала храм на гуртожиток, потім там знаходився склад. Навесні 1991 року храм повернули православній громаді. У 1993 році почались роботи з його відновлення. У храмі знаходиться частка мощей свт. Тихона, Патріарха Московського та всія Русі а також інші Святині.

Також у Дульово діяла домова старообрядська церква яка належала власникам фабрики. 1908 року поруч з заводом була збудована велика старообрядська п'ятиглава церква Покрови Божої Матері, архітектор Н. А. Тютюнов, однак у 1930-50-х роках її знесли.

## Клімат
Лікіно-Дульово належить до зони помірно-континентального клімату з характерними вторгненнями арктичного та тропічного повітря. Для міста характерна холодна зима та помірне тепле літо. Середня максимальна температура найжаркішого місяця +24°С, найхолоднішого — 15°С.
Середня багаторічна сума опадів рівна 560 мм. Число днів з опадами протягом року складає 162, середньомісячна швидкість вітру коливається від 1,6 до 2,7 м/с.

## Видатні особи пов'язані з Лікіно-Дульово
- Кузнецов Матвій Сидорович — російський підприємець, перший власник Дульовського порцелянового заводу
- Новиков-Прибой Олексій Силович — радянський письменник
- Курманов Айнур — казахський політичний діяч
- Тарасов Микола Никифорович — радянський футболіст та державний діяч, міністр легкої промисловості СРСР

## Міста-партнери
- Аксарай (Туреччина)
- Секешфехервар (Угорщина)
- Бориспіль (Україна)